# Illurma

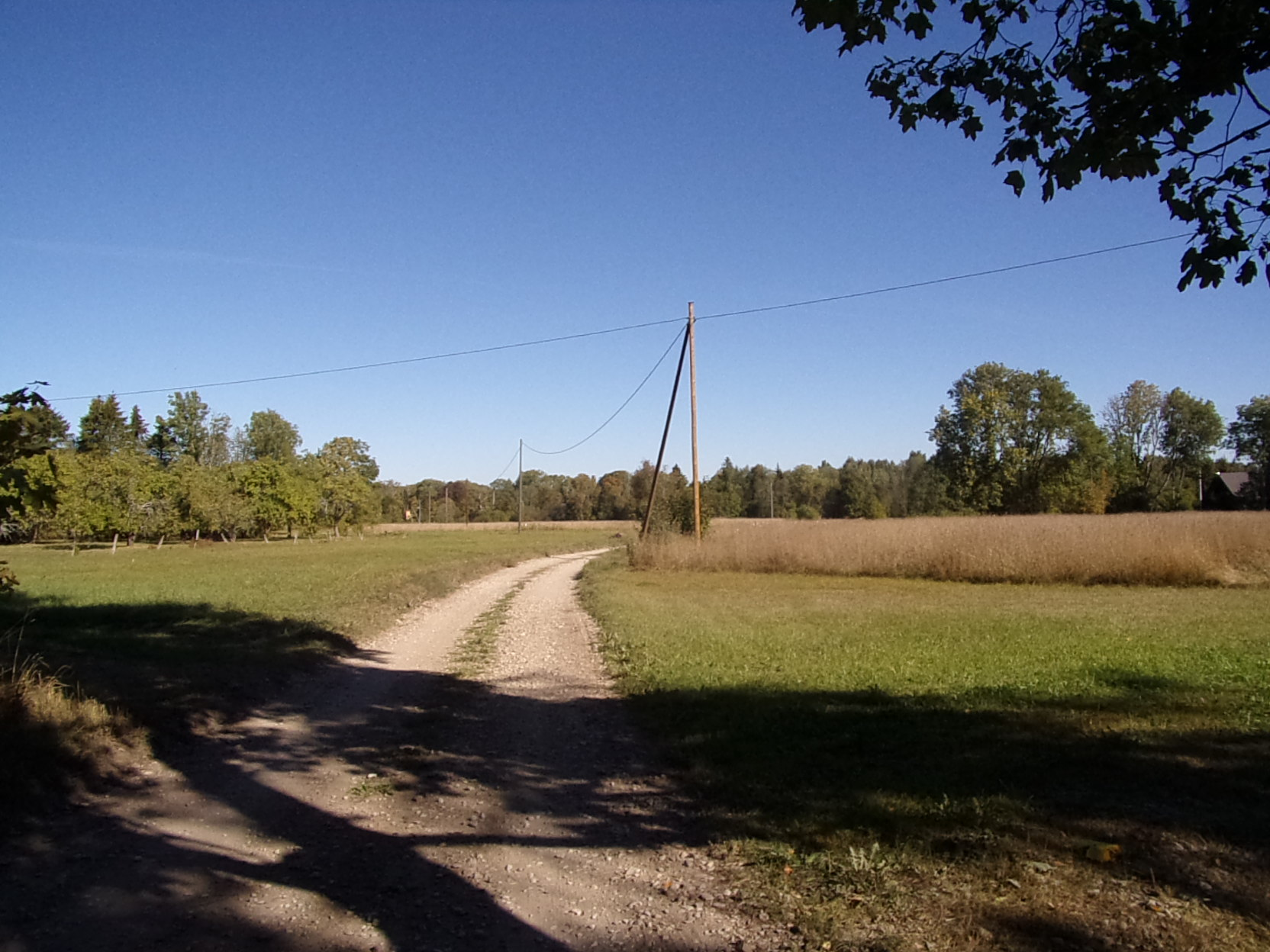
Une vue sur les parties les plus anciennes du village d'Illurma.

Illurma est un village situé dans la Commune de Keila du Comté de Harju en Estonie.
Au 31 décembre 2011, le village compte 74 habitants.